# گرینفیلدز (ویرجینیا)
گرینفیلدز (به انگلیسی: Greenfields) یک منطقهٔ مسکونی در ایالات متحده آمریکا است که در شهرستان البمارل، ویرجینیا واقع شده‌است.